# Kickoff Specialist

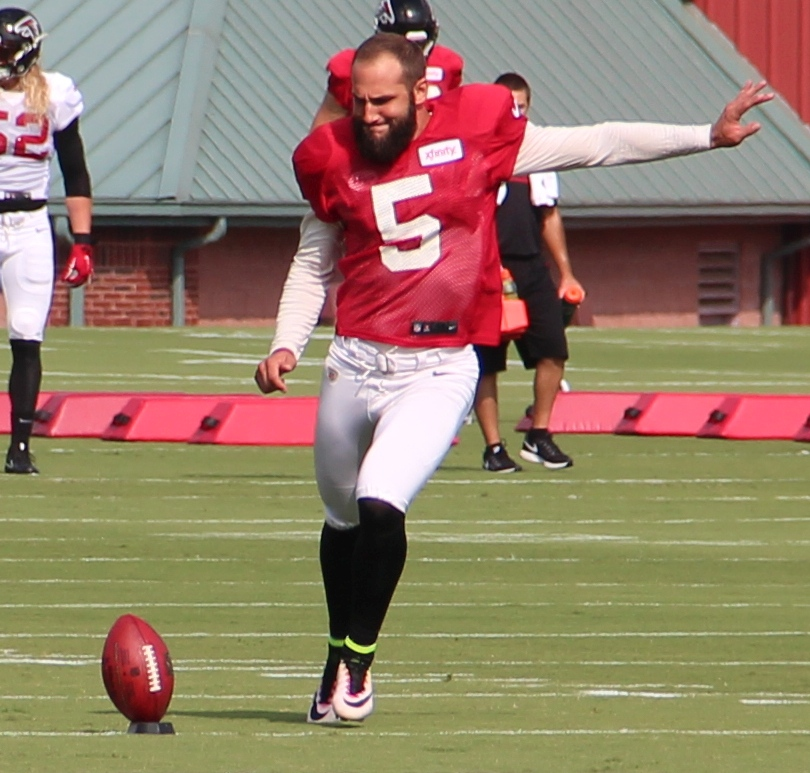
Matt Bosher, der Punter und Kickoff Specialist der Atlanta Falcons bei einem Kickoff im Trainingslager 2016

Der Kickoff Specialist (KOS; engl. für Kickoff Spezialist) ist eine Position in den Special Teams beim American Football, Arena Football und Canadian Football. Seine Aufgabe ist das Ausführen von Kickoffs.

## Ziel

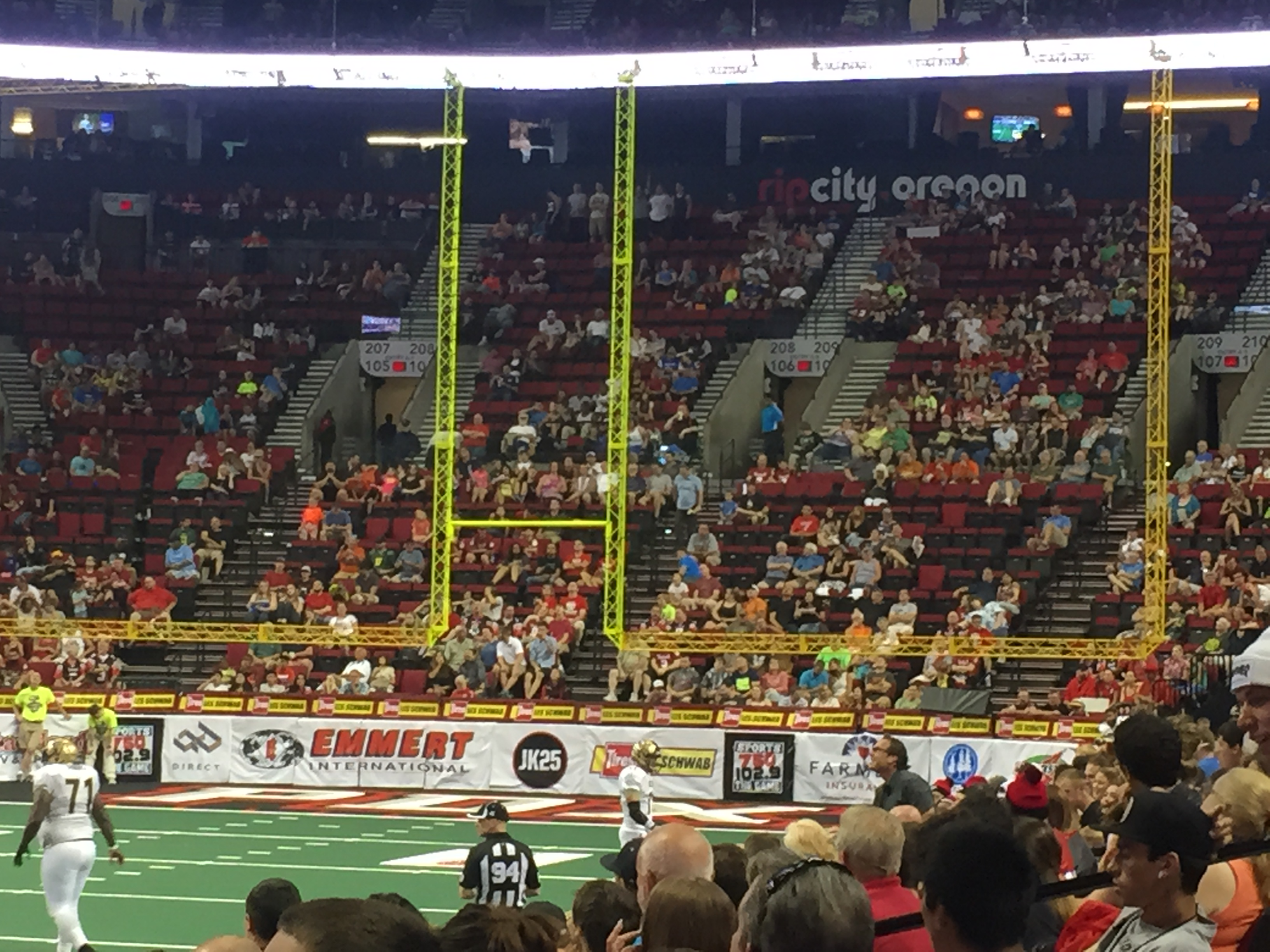
Die im Arena Football möglichst zu treffenden Metallkonstruktionen

Kickoff Specialists sollten im American Football den Ball möglichst über die Endzone schießen können und einen Touchback erzielen. Dadurch kann die Gefahr eines langen Returns durch einen guten Kick Returner verringert werden. In der National Football League (NFL) verringerte sich der Vorteil, mit der Verlagerung der Line of Scrimmage nach einem Touchback an die 25-Yard-Linie, weshalb Touchbacks nicht unbedingt das Ziel eines Kickoffs sind. Vielmehr ist das Ziel nun oft möglichst nah an die Goalline zu kicken und dabei eine große Hangtime (Zeit, in der der Ball in der Luft ist) zu haben, so dass der Gegner möglichst nahe an der eigenen Endzone gestoppt wird und dort seine folgende eigene Angriffsserie beginnen muss. Im Arena Football trifft der ideale Kickoff die Field-Goal-Konstruktion oder die Goalside-Rebound-Net-Konstruktion. Hier gilt dies nicht als spielzugbeendend und im Gegensatz zum Netz selbst, ist die Eroberung des Balls durch das kickende Team wahrscheinlicher.

## Einsatz
Vorteilhaft ist der Einsatz eines Kickoff Specialists, da es die Belastung auf den Körper des Kickers während der Saisons reduziert. Die Tätigkeiten des Kickoff Specialists werden im Profibereich meist von Kickern oder Puntern übernommen, da der Kickoff Specialist ansonsten einen weiteren Platz im begrenzten Kader einnehmen würde. So waren zwischen 2006 und 2016 nur acht Kickoff Specialists in der NFL aktiv. Hat eine Mannschaft einen präzisen Kicker, der jedoch nur geringe Distanzen schafft, so kann es durchaus notwendig sein, einen Kickoff Specialist zu haben. So holten zum Beispiel die Denver Broncos in der Saison 2014 Brandon McManus für die Kickoffs, nachdem Connor Barth seine Kickoffs nicht konstant in die Endzone bringen konnte.